# 井伊直元
井伊 直元（いい なおもと）は、江戸時代後期の近江国彦根藩の世嗣。官位は従四位下・侍従兼玄蕃頭、掃部頭、左近衛権少将。

## 生涯
文化6年（1809年）4月16日、13代藩主・井伊直中の十一男として誕生。生母は側室のお富。
文政8年（1825年）4月4日（5月21日）に実子が無かった長兄で14代藩主・井伊直亮の養子となり、文化8年12月16日（1812年1月23日）に従四位下・侍従に叙任されて玄蕃頭と称した。天保4年（1833年）12月21日（1834年1月30日）には左近衛権少将となる。
しかし家督相続前の弘化3年（1846年）1月13日に江戸で病死した。享年38。
代わって、井伊家に残留していた同母弟・直弼が養嗣子となり、直亮の死後に彦根藩15代藩主となる。